# シンフォレスト
株式会社シンフォレスト（Synforest Inc.）は、東京都目黒区に本社を置く日本のコンピュータソフトウェア・映像ソフトメーカーである。

## 沿革
1995年設立。同年初のCD-ROM写真集「美瑛・富良野」を発売。以後写真集、画集、図鑑やアーティストの音楽作品など、いわゆるマルチメディアCD-ROMを多数発売した。その後DVDの普及とCD-ROMタイトル、更には「マルチメディア」の衰退に伴って環境映像やBGVといった映像作品に主体を移した。現在では世界の景観や鉄道・飛行機などの映像集、犬や猫のヒーリングムービーなどの映像作品を提供している。